# Sh2-215
Sh2-215 è una piccola nebulosa a emissione visibile nella costellazione di Perseo.
Si individua nella parte orientale della costellazione, circa 3° a ENE della stella ε Persei; il periodo più indicato per la sua osservazione nel cielo serale ricade fra i mesi di settembre e febbraio ed è notevolmente facilitata per osservatori posti nelle regioni dell'emisfero boreale terrestre, dove si presenta circumpolare fino alle regioni temperate calde.
Si tratta di una regione H II di dimensioni molto ridotte, situata sul Braccio di Orione alla distanza di soli 200 parsec (circa 650 anni luce); ciò indica che si tratta di una delle nebulose di gas ionizzato più vicine al Sistema Solare. Nonostante ciò, è stata oggetto di pochissimi studi. Fisicamente si trova a pochi parsec di distanza dalla vicina Sh2-214 ed entrambe si trovano a circa 30 parsec dalla brillante ε Persei, facente parte della grande associazione stellare Perseus OB3. Nel Catalogo Avedisova Sh2-215 viene associata alla stella HD 276164, di classe spettrale M5.